# Rajon Beryslaw
Der Rajon Beryslaw (ukrainisch Бериславський район/Beryslawskyj rajon; russisch Бериславский район/Berislawski rajon) ist ein ukrainischer Rajon mit etwa 90.000 Einwohnern. Er liegt in der Oblast Cherson und hat eine Fläche von 4747 km², der Verwaltungssitz befindet sich in der namensgebenden Stadt Beryslaw.

## Geographie
Der Rajon liegt im Norden der Oblast Cherson und grenzt im Norden an den Rajon Krywyj Rih (in der Oblast Dnipropetrowsk gelegen), im Osten und Süden an den Rajon Kachowka, im Südwesten an den Rajon Cherson sowie im Westen an den Rajon Baschtanka (in der Oblast Mykolajiw gelegen).

## Geschichte
Der Rajon wurde im Januar 1923 gegründet. Am 17. Juli 2020 kam es im Zuge einer großen Rajonsreform zur Auflösung des alten Rajons und einer Neugründung unter Vergrößerung des Rajonsgebietes um die Rajone Nowoworonzowka, Welyka Oleksandriwka und Wyssokopillja, kleine Teile im Westen wurden dem Rajon Cherson zugeschlagen

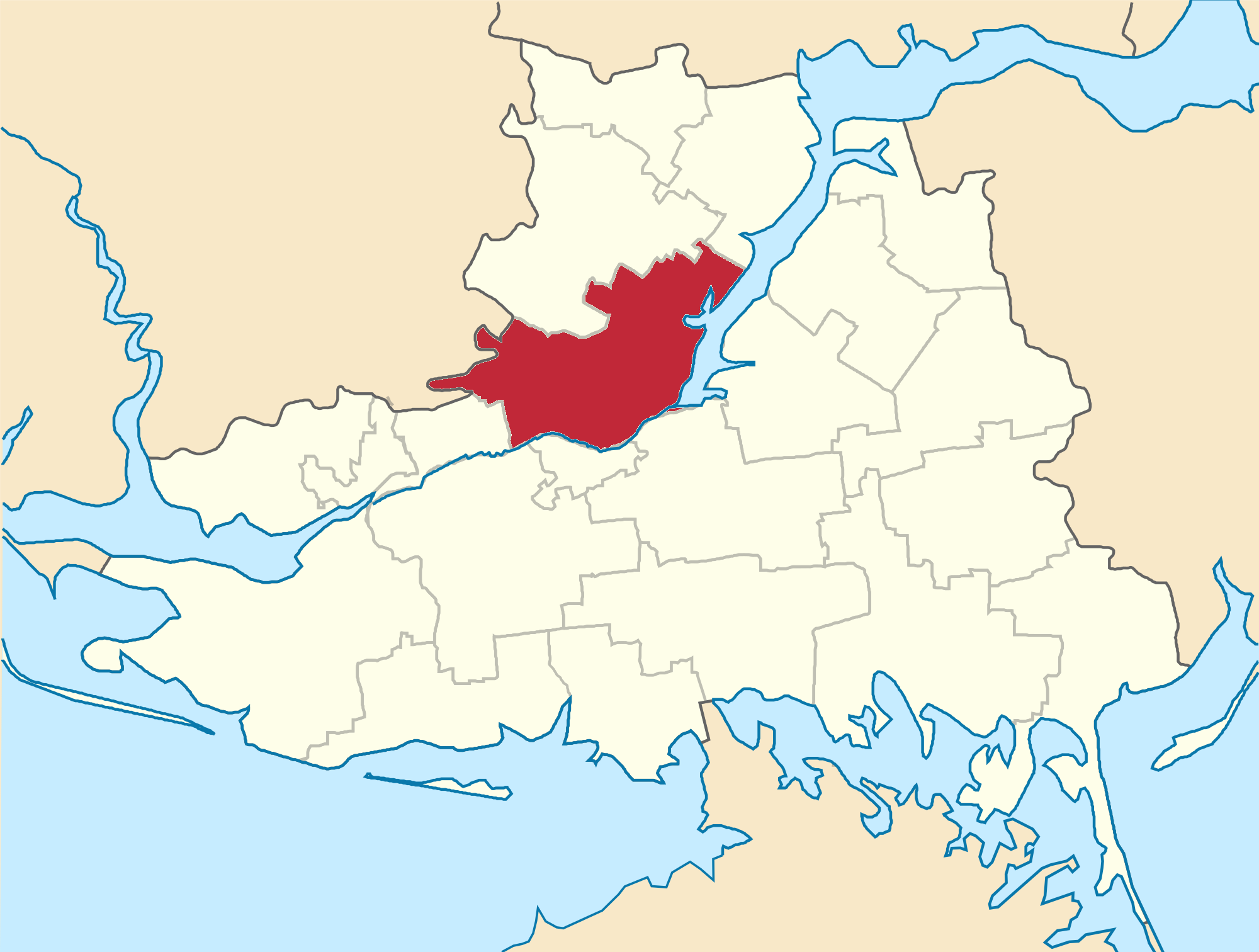
Rajon Beryslaw bis Juli 2020
Rajonsgebiet ab Juli 2020

## Administrative Gliederung
Auf kommunaler Ebene ist der Rajon in 11 Hromadas (1 Stadtgemeinde, 4 Siedlungsgemeinden und 6 Landgemeinden) unterteilt, denen jeweils einzelne Ortschaften untergeordnet sind.
Zum Verwaltungsgebiet gehören:
- 1 Stadt
- 7 Siedlungen städtischen Typs
- 136 Dörfer
- 7 Ansiedlungen

Die Hromadas sind im Einzelnen:
- Stadtgemeinde Beryslaw
- Siedlungsgemeinde Kalyniwske
- Siedlungsgemeinde Nowoworonzowka
- Siedlungsgemeinde Welyka Oleksandriwka
- Siedlungsgemeinde Wyssokopillja
- Landgemeinde Borosenske
- Landgemeinde Kotschubejiwka
- Landgemeinde Mylowe
- Landgemeinde Nowooleksandriwka
- Landgemeinde Noworajsk
- Landgemeinde Tjahynka